# 633570 Viktorzagainov
633570 Viktorzagainov este o planetă minoră (asteroid) din centura de asteroizi. A fost descoperită pe 21 octombrie 2009 la  de . 
Obiectul prezintă o orbită caracterizată de o semiaxă mare de 2,6820961890862 UAi, o excentricitate de 0,14757576379765, o înclinație de 14,700931225549 ° în raport cu ecliptica.